# Поклонская, Наталья Владимировна
Ната́лья Влади́мировна Покло́нская (в девичестве Дубровская; род. 18 марта 1980, Алексеевка, Ворошиловградская область, Украинская ССР, СССР) — украинский, позднее российский государственный деятель, юрист. Советник генерального прокурора Российской Федерации с 14 июня 2022 года. Государственный советник юстиции 3 класса (2015).
Заместитель руководителя Россотрудничества (2 февраля 2022 — 13 июня 2022). Чрезвычайный и полномочный посол Российской Федерации в Кабо-Верде (13 октября 2021 — 2 февраля 2022). Депутат Государственной думы VII созыва (28 сентября 2016 — 12 октября 2021). Прокурор Республики Крым (25 марта 2014 — 6 октября 2016).
Сотрудник органов прокуратуры Украины (с 2002 по 17 марта 2014). В частности, прокурор Автономной Республики Крым (с 11 по 17 марта 2014). Была государственным обвинителем по громким уголовным делам, одно из них дело ОПГ «Башмаки», одной из крупнейших преступных группировок Крыма. В 2014 году органами Службы безопасности Украины и Министерства внутренних дел Украины объявлена в розыск по статье 109 ч. 1 Уголовного кодекса Украины — «действия, предпринятые с целью насильственной смены или свержения конституционного строя или захвата государственной власти, а также заговор о совершении таких действий».
Поклонская получила известность в марте 2014 года. В мае 2014 года вступила в должность прокурора Республики Крым. Поклонскую считают главным борцом с коррупцией и организованной преступностью на полуострове, в итоге правоохранительными органами были открыты уголовные дела в отношении ряда должностных лиц Крыма.
После вступления в должность прокурора полуострова Поклонская инициировала возбуждение уголовного дела по факту получения тяжких телесных повреждений сотрудниками специального подразделения «Беркут». В 2015 году заявила о возбуждении уголовного дела в отношении Мустафы Джемилева, Рефата Чубарова, Ленура Ислямова, инициировала запрещение деятельности Меджлиса крымскотатарского народа в Российской Федерации.
На выборах в Государственную думу России VII созыва, состоявшихся 18 сентября 2016 года, Поклонская избрана депутатом Государственной думы. В октябре 2016 года была назначена на должность главы комиссии по контролю за доходами депутатов, однако в сентябре 2018 года этой должности была лишена из-за нарушения фракционной дисциплины, во время голосования по пенсионной реформе. С самого начала работы в нижней палате парламента Поклонская активно вела борьбу с фильмом «Матильда», чем вызвала общественный резонанс среди политиков, деятелей культуры, в обществе. В 2018 году Поклонская выступила против пенсионной реформы, предложенной Правительством Д. А. Медведева, её поправки при голосовании в палате были отклонены. Инициировала ряд законопроектов по противодействию коррупции и конфликту интересов среди депутатов Госдумы.
С октября 2021 по февраль 2022 года сотрудник Министерства иностранных дел России. 13 октября 2021 года назначена послом Российской Федерации в Кабо-Верде, позже была назначена на должность заместителя главы Россотрудничества.
14 июня 2022 года назначена советником генпрокурора России.
Как причастная к аннексии Крыма Российской Федерацией находится под персональными санкциями 27 стран Евросоюза, Великобритании, США, Канады, Норвегии, Швейцарии, Австралии, Японии, и других государств.

## Биография

### Происхождение
Родилась 18 марта 1980 года в посёлке Алексеевка (ныне Михайловка) Перевальского района Ворошиловградской области. Родители — пенсионеры, живут в Крыму. По словам Поклонской они «люди простые, рабочие: папа — колхозник, мама — домохозяйка». Оба деда Поклонской погибли в годы Великой Отечественной войны, бабушка пережила немецкую оккупацию.
В 1987 году вместе с родителями и старшей сестрой Еленой переехала в Крым, в Евпаторию. Профессию работника правоохранительных органов выбрала в память о своём дяде Анатолии Дубровском, погибшем от рук бандитов.
В 2002 году окончила филиал Национального университета внутренних дел в Евпатории. Во время учёбы на летних каникулах вместе со своей сестрой подрабатывала официанткой и барменом в местном кафе «Изюминка».

### В органах прокуратуры Украины
Работала в органах прокуратуры Украины, пройдя путь от помощника прокурора до прокурора Автономной Республики Крым. В 2002—2006 годах — помощник прокурора Красногвардейского района Крыма. В 2006—2010 годах — помощник прокурора г. Евпатории.
По некоторым данным, в 2005 году участвовала в качестве государственного обвинителя в судебном процессе по делу активиста «Русской общины» Виктора Сажина, который вместе с 300 единомышленниками в 2004 году после первого Майдана препятствовал проезду в Крым автоколонны участников оранжевой революции (сторонников Виктора Ющенко) из организации Пора!. Столкновение произошло в районе автовокзала Армянска на трассе Херсон-Симферополь. Поклонская требовала для Виктора Сажина максимального наказания — 7,5 лет тюремного заключения. Поклонская это мотивировала тем, что Сажин своими действиями ущемил право граждан на свободное передвижение и нарушил общественный порядок. Однако сама Поклонская опровергла это, заявив, что в этот момент находилась в родильном доме.
По сообщению НТВ, в 2009 году в подъезде собственного дома в Евпатории Наталью жестоко избили по заказу авторитетов Крымской ОПГ, после посадки некоторых её членов. В результате часть лица у Поклонской не функционирует, результатом трагического инцидента стала её неповторимая мимика, за которую Поклонскую впоследствии полюбили тысячи людей в мире, и привычка говорить сквозь зубы. Однако сама Поклонская опровергла своё избиение с последующим нефункционированием части лица в интервью Гордону в 2020 году.
В 2010—2011 годах работала в прокуратуре Автономной Республики Крым заместителем начальника отдела надзора за соблюдением законов спецподразделениями и иными учреждениями, которые ведут борьбу с организованной преступностью.
В 2011 году была государственным обвинителем на громком процессе экс-депутата Верховной Рады Крыма и бывшего директора футбольного клуба «Таврия» Рувима Аронова (дело ОПГ «Башмаки» — одной из крупнейших организованных преступных группировок Крыма 1990—2000-х годов, занимавшейся рэкетом, грабежами и убийствами). В автобиографии «Крымская весна: до и после. История из первых уст» и мае 2020 года в интервью журналисту Дмитрию Гордону Поклонская сообщила, что в декабре 2011 года на неё было совершено покушение — её пытались отравить в гостинице, когда она сопровождала свидетелей по делу «Башмаков» на допрос в Апелляционный суд Одесской области. Кроме того, получило известность утверждение, что Поклонская была сильно избита в подъезде своего дома, из-за чего у неё осталась парализована часть лица. 9 декабря 2019 года в интервью «Wonderzine» сообщила, что информация об избиении — неправда. «История о том, что меня кто-то избил в подъезде, — неправда. Это грубо, и ведь я прокурор». В интервью Гордону Поклонская ещё раз подтвердила, что это «выдумки». Также выступала в качестве государственного обвинителя по делам членов других организованных преступных группировок — «Имдат», «Сэйлем», ОПГ Алексея Юхненко, ОПГ Андрея Лаптева.
Являясь гособвинителем по делу ОПГ «Башмаки», была отравлена во время командировки в Одессе. Сама Поклонская описывает ситуацию следующим образом: «Я выпила бутылку обычной воды в отеле, когда была в командировке в Одессе. В воде оказалось неустановленное вещество. В отеле на тумбочке, как обычно, стояла вода. Дело было ночью — тошнота, расстройство кишечника, желудка. Дикая головная боль, голова раскалывалась до такой степени, что хотелось умереть». Впоследствии неустановленное вещество было выведено из организма, после отравления Поклонская подала рапорт, заявив руководителю, что больше не сможет заниматься этим делом.
В 2011—2012 годах руководила Симферопольской межрайонной природоохранной прокуратурой.
С октября по декабрь 2012 года работала начальником отдела участия прокуроров в рассмотрении дел апелляционным судом Крыма.
С декабря 2012 года по март 2014 года занимала должность старшего прокурора 2-го отдела процессуального руководства досудебным расследованием и поддержания государственного обвинения управления надзора за соблюдением законов органами внутренних дел Главного управления надзора за соблюдением законов в уголовном производстве Генеральной прокуратуры Украины. В частности, вела уголовное дело по факту убийства Андрея Нечепуренко — работника закрытого элитного клуба «Senator Beach Club» (владельцем которого были Виталий Кличко, Валентин Наливайченко, Артур Палатный). По словам Поклонской, после этого дела у неё появились боксёрские перчатки Кличко с автографом, которые, по её словам, подарил его крёстный.
25 февраля 2014 года, после смены власти в Киеве в ходе событий на Евромайдане, написала рапорт об увольнении, обосновав своё решение тем, что «стыдно жить в стране, где по улицам свободно разгуливают неофашисты и диктуют свои условия так называемой новой власти». Однако начальство предложило ей уйти в отпуск. Наталья поехала к матери в Симферополь, где и предложила свою помощь правительству Крыма, чтобы не допустить повторения киевских событий. В итоге рапорт не подписали и вернули служебное удостоверение.
20 марта 2014 года в ГПУ заявили, что приказом исполняющего обязанности генерального прокурора Украины Олега Махницкого Поклонская уволена из органов прокуратуры Украины.

### Прокурор Крыма

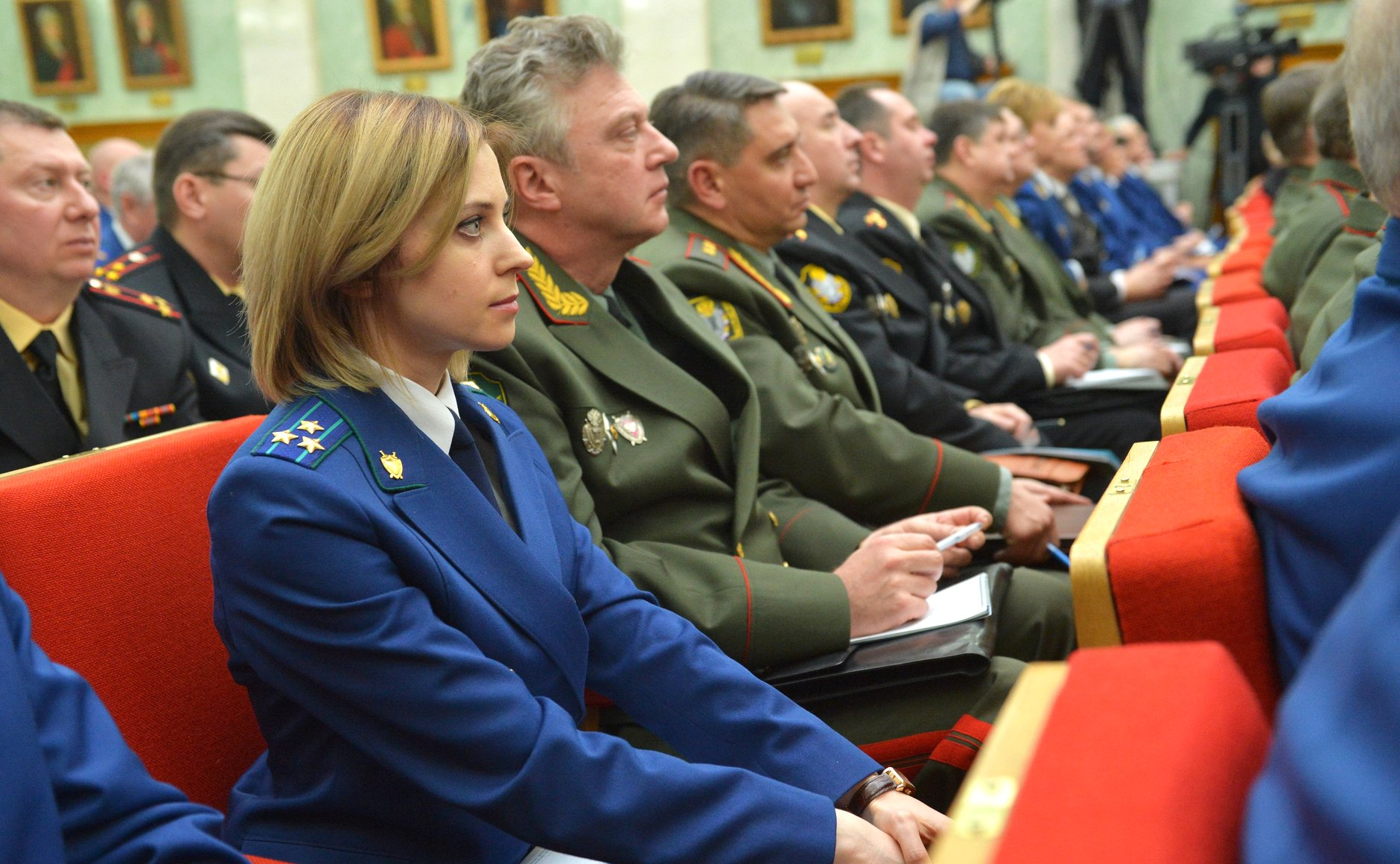
Наталья Поклонская в Генеральной прокуратуре Российской Федерации, 24 марта 2015 года

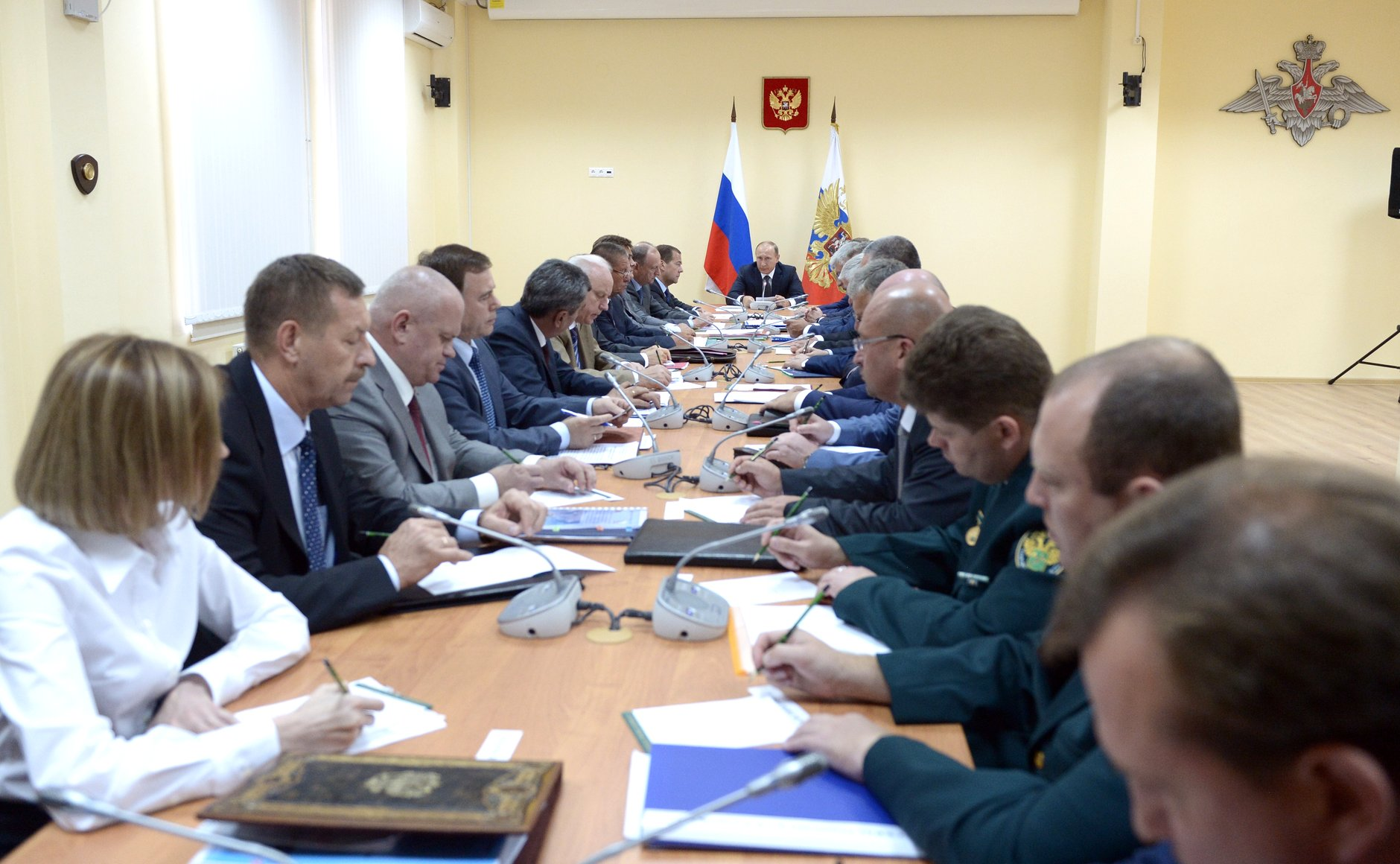
Наталья Поклонская на совещании по вопросам обеспечения законности и правопорядка в Крыму, 19 августа 2015 года

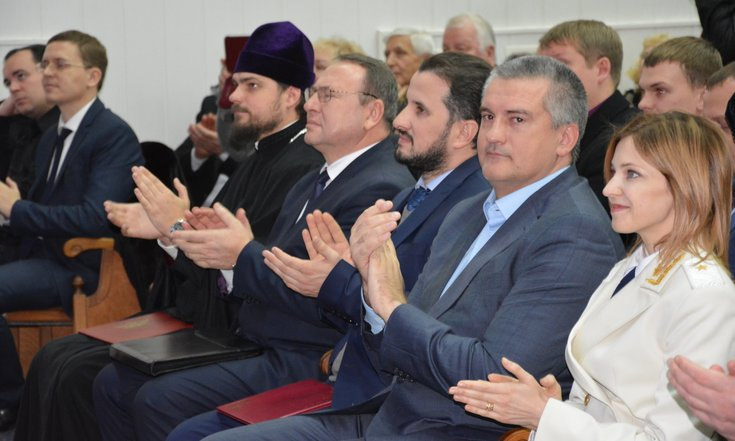
Глава Республики Крым Сергей Аксёнов и Наталья Поклонская в кителе с погонами государственного советника юстиции 3-го класса, 12 января 2016 года

2 марта 2014 года назначенный Александром Турчиновым и. о. генерального прокурора Украины Олег Махницкий, направил прокурору Автономной Республики Крым Вячеславу Павлову письмо, в котором призвал «не поддаваться на провокации, сохранять спокойствие и неуклонно соблюдать Конституцию Украины и законы Украины». Поклонская расценила данное назначение как незаконное, поскольку, по её мнению, действующего генерального прокурора Виктора Пшонку никто не освобождал от исполнения обязанностей (однако, 22 февраля Верховная рада выразила недоверие генпрокурору). А после поездки к родителям в Симферополь, когда в одном поезде с Поклонской ехали вооружённые активисты Евромайдана, она пришла к выводу о том, что нужно увольняться из Генеральной прокуратуры Украины.
8 марта 2014 года Поклонская пришла на встречу с Сергеем Аксёновым, чтобы предложить свою помощь. Через несколько дней Аксёнов (с подачи О. Е. Белавенцева) предложил ей работу в прокуратуре АРК, и Поклонская согласилась.

«В прокуратуру как, слабо пойти?… Она говорит, всё, иду. Она проявила себя мужественно даже там, где взрослые мужики „дали заднюю“» — сказал С. В. Аксёнов.
11 марта 2014 года решение Верховного совета Крыма от 6 марта о назначении Штехбарта прокурором автономной республики признано утратившим силу. Как позже поясняла Поклонская, он от должности отказался.
В тот же день решением Верховного Совета республики советник юстиции Поклонская назначена на должность прокурора Автономной Республики Крым после того, как четверо кандидатов-мужчин (трое, по информации Поклонской), заместителей бывшего прокурора республики Вячеслава Павлова, отказались её занять. В связи с этим Поклонская дала пресс-интервью, позже обыгранное в клипе «Няш-мяш», набравшем десятки миллионов просмотров на Youtube. Однако украинскими властями данное назначение было признано противоправным.
После назначения на должность прокурора Крыма одним из первых дел Поклонской стало расследование по причинению тяжких телесных повреждений сотрудникам крымского спецподразделения милиции «Беркут», первым практическим результатом которого стал приговор в отношении активиста «Евромайдана» Александра Костенко спустя год, в мае 2015 года.
25 марта 2014 года в связи с образованием прокуратур Республики Крым и города Севастополя в системе прокуратуры России приказом генерального прокурора России Юрия Чайки Поклонская назначена исполняющей обязанности прокурора Республики Крым.
27 марта ей присвоен классный чин старшего советника юстиции.
11 апреля 2014 года Юрий Чайка лично вручил ей удостоверение сотрудника прокуратуры России.
4 апреля 2014 года с согласия и. о. прокурора Крыма Поклонской сотрудниками УФСБ России по Республике Крым была проведена операция по задержанию помощника прокурора Ялты Евгения Помелова. Сотрудника ялтинской прокуратуры задержали в момент получения взятки от жителя города в размере 7,5 тысяч гривен. Управление Следственного комитета России по Республике Крым возбудило уголовное дело по части 3 статьи 290 Уголовного кодекса России «дача взятки должностному лицу за совершение заведомо незаконных действий».
2 мая 2014 года президент России Владимир Путин подписал указ о назначении Поклонской прокурором Республики Крым. У доктора юридических наук Елены Лукьяновой законность данного решения вызывает сомнение, поскольку Поклонская получала юридическое образование в украинском вузе, а не в российском (как этого требует Федеральный закон «О прокуратуре Российской Федерации») и, следовательно, она не могла быть назначена прокурором субъекта Российской Федерации. Спустя несколько дней, 7 мая, она принесла присягу прокурора России.
4 мая 2014 года прокурор Республики Крым Поклонская вынесла предупреждение главе запрещённого в России Меджлиса крымскотатарского народа Рефату Чубарову о недопустимости ведения экстремистской деятельности. Предупреждение было зачитано лично Поклонской в здании Меджлиса в присутствии Чубарова. В 2016 году по ходатайству прокурора Республики Крым Поклонской меджлис внесён Министерством юстиции Российской Федерации в перечень организаций, деятельность которых приостановлена в связи с осуществлением ими экстремистской деятельности, а Верховный суд Республики Крым отнёс его к экстремистским общественным объединениям и запретил его деятельность на территории России.
11 июня 2015 года Поклонской присвоен классный чин государственный советник юстиции 3 класса. В 2016 году Поклонская прошла профобучение в Университете прокуратуры Российской Федерации.
15 марта 2016 года по инициативе Поклонской рядом с прокуратурой Крыма построили часовню, а в сентябре был установлен бюст последнему российскому императору, также рядом появился сквер.
26 сентября 2016 года направила в Генеральную прокуратуру России заявление об освобождении её от должности прокурора Республики Крым в связи с избранием депутатом Государственной думы Российской Федерации.
6 октября 2016 года президент России Владимир Путин освободил Поклонскую от должности прокурора Крыма.
Приостановила свои полномочия в органах прокуратуры РФ на время выборной должности.

### Депутат Государственной Думы
27 июня 2016 года Поклонская приняла участие во втором этапе XV Съезда политической партии «Единая Россия» в Москве.
Решением Высшего и Генерального советов партии «Единая Россия», по предложению председателя партии — председателя Правительства России Дмитрия Медведева — включена, минуя праймериз, в предвыборный список «Единой России» на выборах в Государственную думу.
Во время предвыборной кампании посетила сёла, города, выступила перед жителями Крыма, призвав голосовать за партию «Единая Россия».
22 августа 2016 года официально стала кандидатом в депутаты Государственной думы VII созыва.
По результатам выборов, состоявшихся 18 сентября 2016 года, в число избранных депутатов не вошла, но получила — решением Центральной избирательной комиссии от 28 сентября 2016 года — депутатский мандат, ставший вакантным в результате отказа возглавлявшего региональный список «Единой России» главы Крыма Сергея Аксёнова.

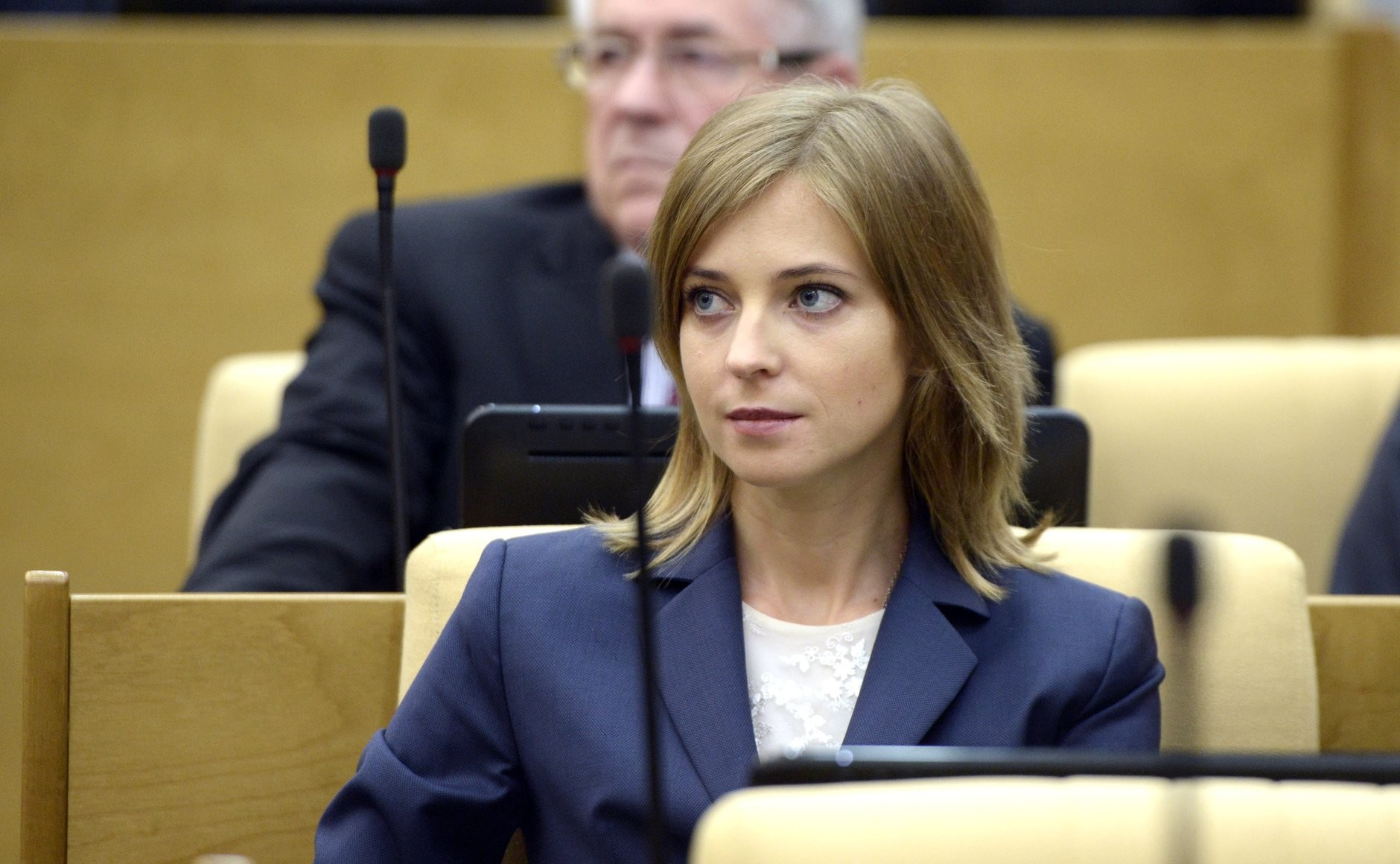
Н. В. Поклонская на первом заседании Госдумы VII созыва, 5 октября 2016 года

С 18 сентября 2016 года — депутат Государственной Думы VII созыва по списку партии «Единая Россия»; при этом членом партии Поклонская не является.
Член фракции «Единая Россия».
24 сентября 2016 года приняла участие в совместном заседании Высшего совета и Генерального совета политической партии «Единая Россия».
25 сентября 2016 года «Единая Россия» выдвинула её кандидатуру на пост председателя комиссии по контролю за достоверностью декларирования доходов депутатов.
20 декабря 2016 года приняла участие выездном заседании фракции «Единая Россия».
С 5 октября 2016 по 10 сентября 2019 года — заместитель председателя комитета Государственной думы по безопасности и противодействию коррупции.
2 марта 2018 года предложила свои названия новому оружию, о котором ранее в послании говорил президент.
25 апреля 2018 года посетила с официальным визитом Сербию, где обсудила в парламенте Сербии вопросы упрощения рабочих виз для сербов в России.

Поклонская не согласилась с пенсионной реформой, предложенной Правительством России. 26 июля 2018 года единороссы бойкотировали заседание комиссии по доходам, проводимое Поклонской, а руководитель фракции «Единая Россия» Сергей Неверов предложил Поклонской подумать о сдаче мандата. Поклонская отказалась это делать. 29 августа 2018 года, после разъяснительного выступления Владимира Путина о пенсионном законопроекте, Поклонская изменила мнение, заявив, что у неё «исчезли сомнения в целесообразности реформы». Это, однако, не означало полного согласия с законопроектом: перед вторым чтением она предложила поправки, сохраняющие старый пенсионный возраст, но предусматривающие повышение выплат при более позднем выходе на пенсию.

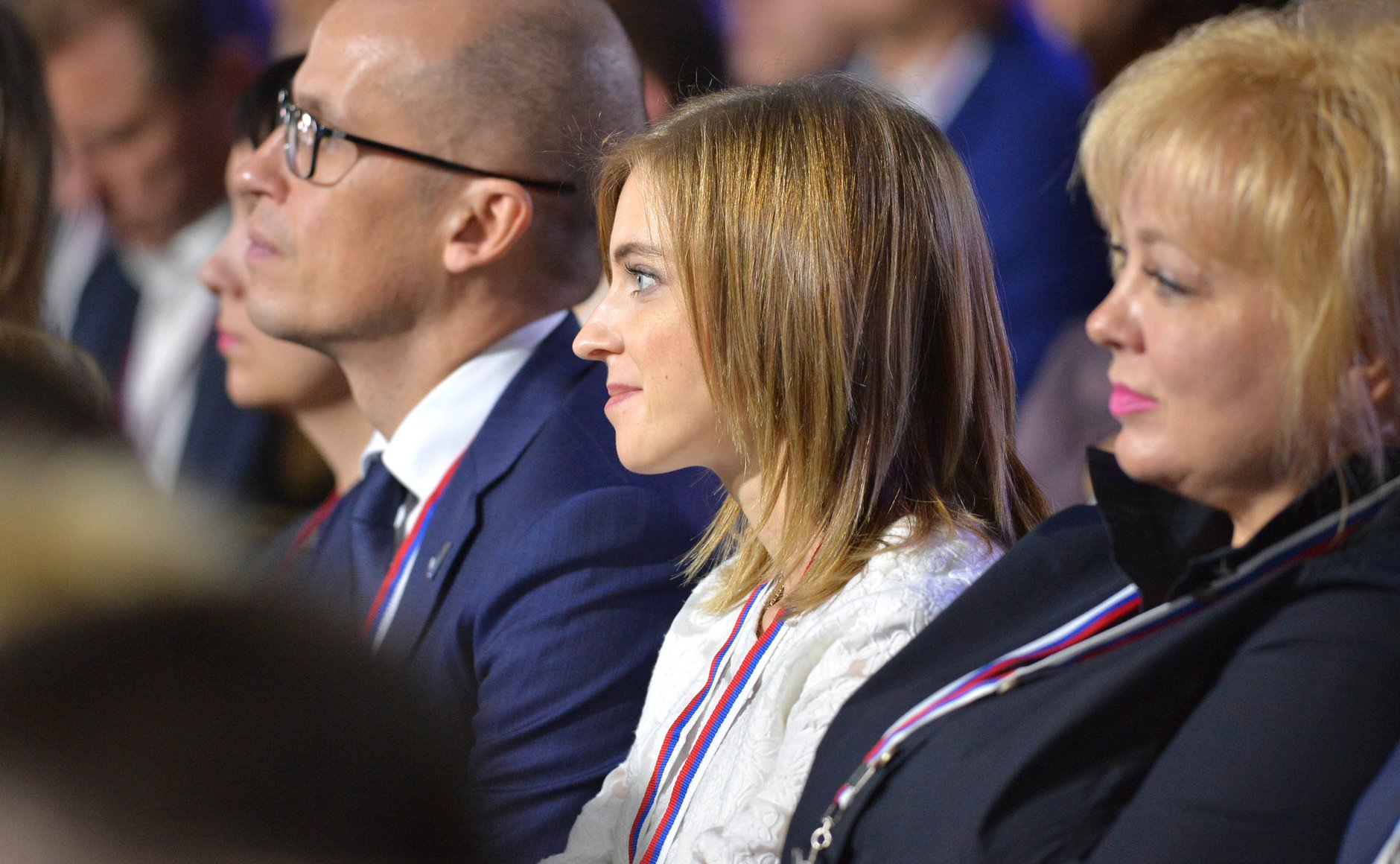
Н. В. Поклонская в Ялте, 26 октября 2016 года

2 сентября 2018 года Поклонская впервые посетила Донецкую Народную Республику в связи с похоронами Александра Захарченко, по её мнению он «настоящий народный Герой», выразив также поддержку родственникам Захарченко.
13 сентября 2018 года лишена поста председателя комиссии Государственной думы по контролю за достоверностью сведений о доходах, об имуществе и обязательствах имущественного характера, представляемых депутатами Государственной думы в связи с упразднением данной комиссии.
23 октября 2018 года появилась информация, что Поклонская вместе с Сергеем Железняком планирует создание новой политической партии «Сила России». На следующий день эта информация была опровергнута.
9 ноября 2018 года допустила возможность создания нового общественного движения.
7 мая 2019 года прибыла с официальным визитом в Сирию, основная тема визита — переговоры с Министерством здравоохранения САР, по организации лечения сирийских детей в санаторно-курортных учреждениях Республики Крым, Москве, Санкт — Петербурге. Также парламентарий рассказала о нехватке персонала в сирийских больницах.
11 мая 2019 года прибыла в Донецк для участия в праздничных мероприятиях в честь пятилетнего юбилея референдума о самоопределении Донецкой Народной Республики. В этот же день награждена знаком отличия ДНР «За заслуги перед Республикой».
С 19 августа 2019 года — член комиссии Государственной думы по вопросу иностранного вмешательства во внутренние дела России. С 10 сентября 2019 года — заместитель председателя комитета Государственной Думы по международным делам. В 2019 году Поклонская в качестве заместителя председателя комитета по международным делам посетила ряд зарубежных государств.
В ноябре 2019 года раскритиковала ток-шоу на российском телевидении, на которые по её мнению, приглашают для эфиров «клоунов-экспертов», по мнению депутата, такие передачи будут препятствовать восстановлению отношений с Украиной в будущем.
16 апреля 2021 года объявила о том, что подала документы в крымский региональный организационный комитет для участия в предварительном голосовании партии «Единая Россия».
28 мая 2021 года сняла свою кандидатуру с предварительного голосования, связи с переходом на новое место работы, заявление парламентария было направлено в федеральный организационный комитет партии «Единая Россия».
17 июня 2021 года приняла участие в последнем заседании Государственной Думы VII созыва.
Законотворческая деятельность

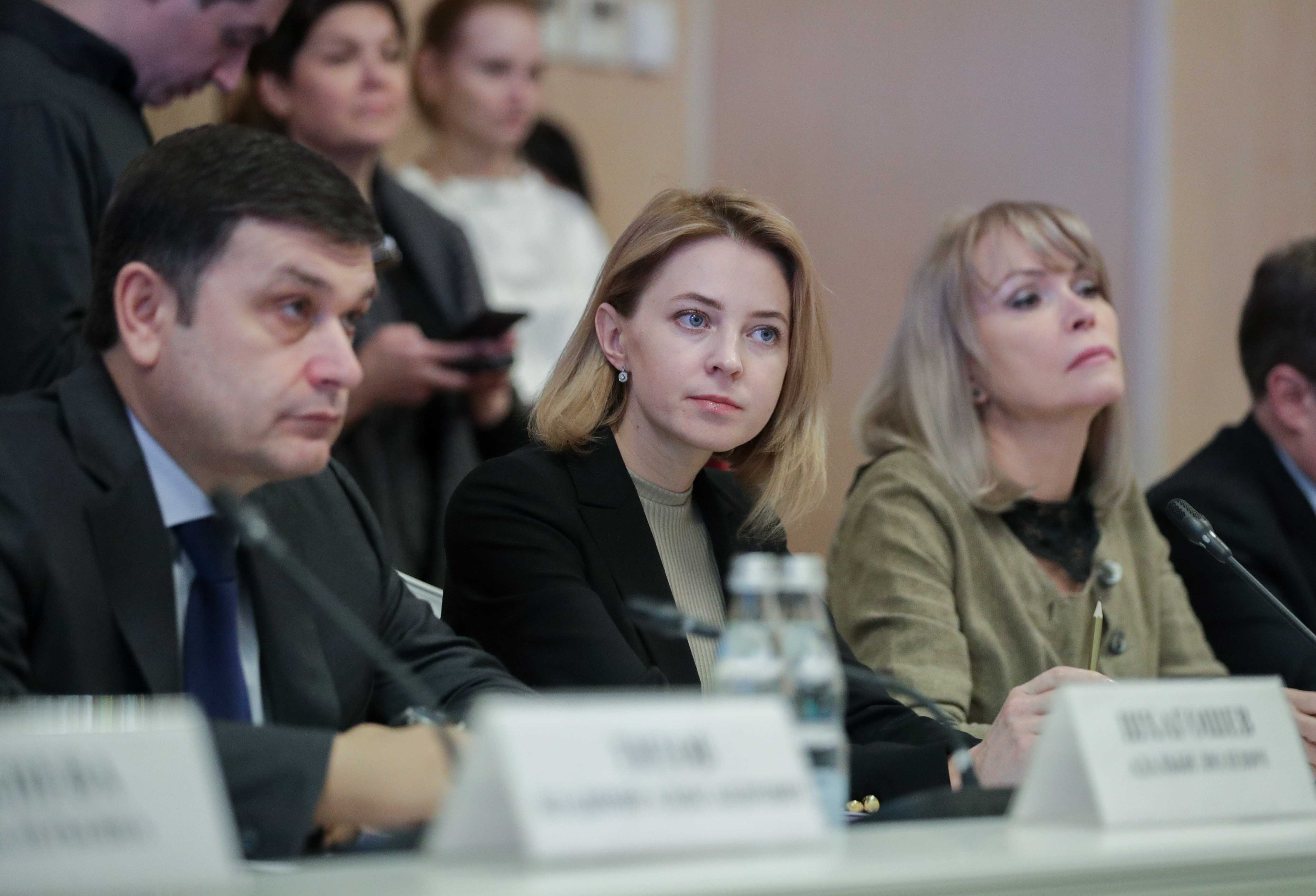
Наталья Поклонская на заседании комиссии Государственной Думы по вопросу иностранного вмешательства во внутренние дела России, 13 февраля 2020 года

14 октября 2016 года не поддержала законопроект «О муниципальной милиции в Российской Федерации».
В 2017 году внесла законопроект о декриминализации бытового использования спецсредств в России. Однако законопроект вызвал ряд вопросов у других парламентариев. В итоге, поправку поддержали в Правовом управлении президентской администрации, однако экспертный совет фракции «Единая Россия» и правительство её не одобрили.
В этом же году разработала ещё один законопроект о предоставлении российского гражданства по «праву почвы». Документ получил положительное заключение думского комитета по делам национальностей и впоследствии был рассмотрен.
Поклонской совместно с депутатами Государственной думы был предложен законопроект об ответственности при установлении фактов наличия конфликта интересов в работе депутатов Госдумы и членов Совета Федерации России. 11 декабря 2018 года законопроект был принят нижней палатой парламента, а 28 декабря подписан президентом.
В мае 2018 года поддержала закон об ответственности за вовлечение детей в несанкционированные митинги.
25 июня 2018 года выступила соавтором законопроекта об установлении памятной даты в России: 19 апреля — День принятия Крыма, Тамани и Кубани в состав Российской империи (1783 год). Законопроект был принят и был опубликован 3 августа 2018 года.
19 июля 2018 года Поклонская стала единственным членом фракции «Единой России», участвовавшим в первом чтении законопроекта по совершенствованию пенсионной системы и проголосовавшим против повышения пенсионного возраста вопреки решению фракции о консолидированном голосовании по данному вопросу.

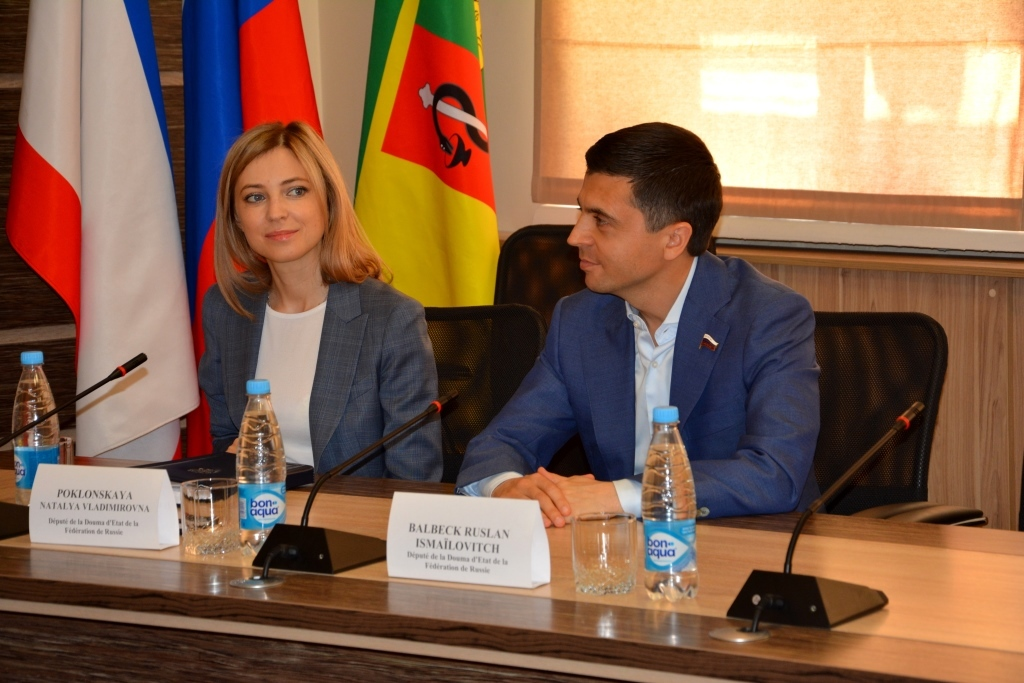
Н. В. Поклонская и депутат Госдумы РФ Руслан Бальбек на подписании соглашения между Евпаторией и Мариньяном, 14 мая 2018 года

12 марта 2019 года проголосовала против закона о неуважении к власти, предусматривающий административную ответственность за высказывания, которые могут быть расценены как неприличные. Поклонская считает, что сам закон недоработан и дублирует уже существующие нормативные акты.
17 марта 2019 года поддержала так называемый закон о «суверенном интернете».
С 2016 по 2019 год, в течение исполнения полномочий депутата Государственной Думы VII созыва, выступила соавтором 18 законодательных инициатив и поправок к проектам федеральных законов.
14 января 2020 года предложила предоставить россиянам право влиять на пересмотр или отмену законов. По словам депутата, если законы мешают, то их нужно пересматривать или отменять. Регистрировать такие обращения граждан можно было бы на портале госуслуг.

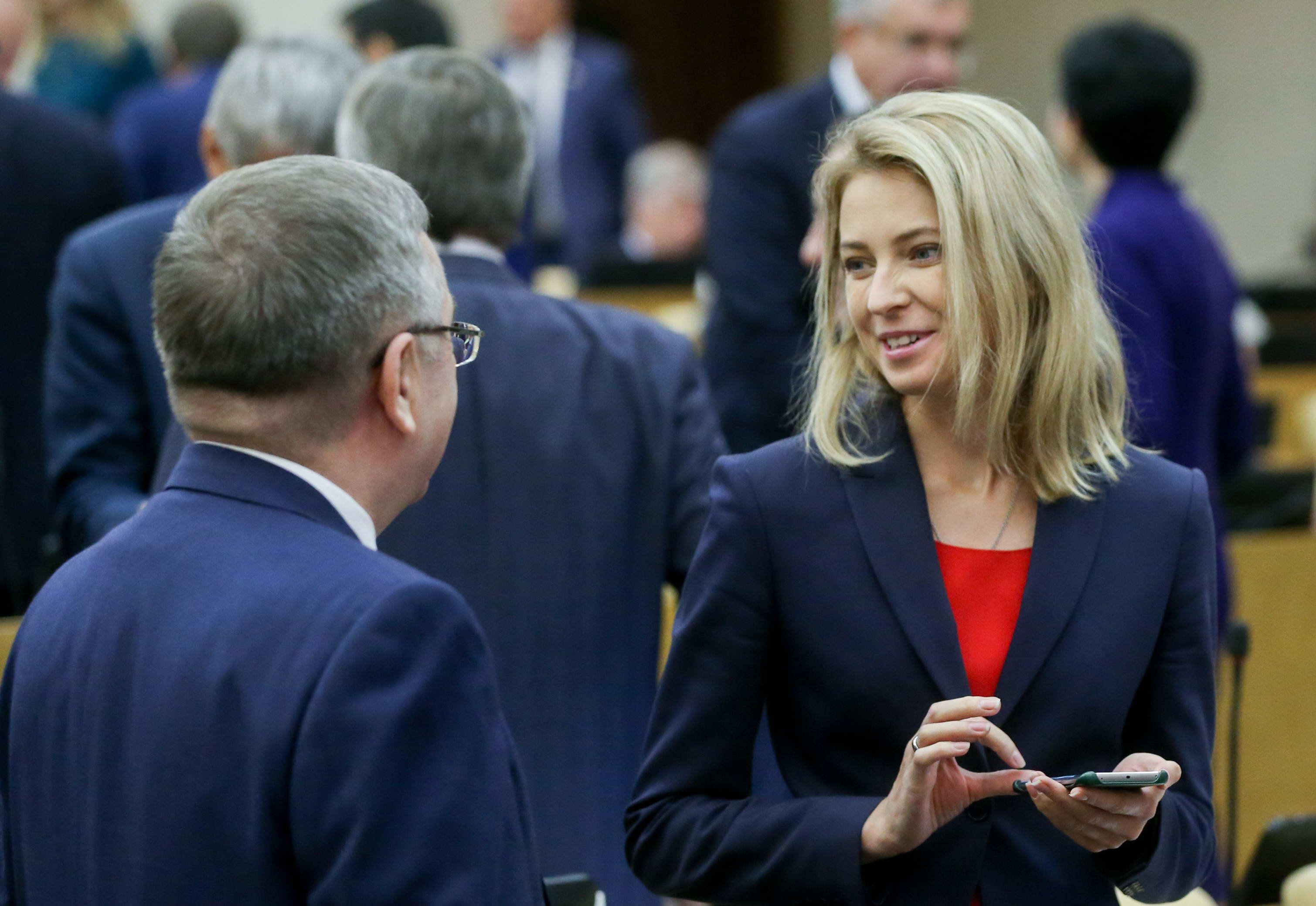
Наталья Поклонская на заседании Государственной Думы VII созыва, 26 сентября 2018 года

4 января 2020 года через свой Telegram-канал предложила переименовать законопроект «О профилактике семейно-бытового насилия в Российской Федерации» и назвать его Законом об укреплении и сохранении семьи, пояснив, что не следует «выставлять семью местом ужаса и постоянных побоев». По её мнению, в законопроект следует внести серьёзные изменения. 30 января 2020 года не поддержала данный закон, предложив внести следующие изменения: изменение порядка получения защитного предписания — оно должно выдаваться добровольно и только в том случае, если женщина или мужчина считает, что преследование от его супруга опасно для жизни и здоровья. Кризисные центры, по мнению депутата, должны проходить аккредитацию в Министерстве труда и социальной защиты Российской Федерации и не должны заниматься коммерческой деятельностью — они должны получать финансирование из регионального бюджета.
24 января 2020 года заявила о разработке закона об ответственности чиновников за оскорбление граждан. 16 декабря 2020 года Государственная Дума приняла в третьем чтении поправки об административной ответственности чиновников за оскорбление граждан.
5 февраля 2020 года в программе «Условно ваш» на «Эхо Москвы» с Егором Жуковым обещала поддержать инициативу о внесении в Госдуму проекта амнистии фигурантов «московского дела».
Также выступала субъектом права законодательной инициативы по законопроектам:
- № 1057914-7 «О внесении изменений в отдельные законодательные акты Российской Федерации в части установления дополнительных мер противодействия угрозам национальной безопасности» — закон принят и опубликован.
- № 1057892-7 О внесении изменений в Федеральный закон «Об основных гарантиях избирательных прав и права на участие в референдуме граждан Российской Федерации» (в части уточнения прав и обязанностей субъектов, выполняющих функции иностранного агента) — законопроект в стадии рассмотрения второго чтения.

24 ноября 2020 года инициировала снятие своей фамилии из числа авторов законопроекта № 1057895-7 «О внесении изменений в Федеральный закон „Об образовании в Российской Федерации“».
26 января 2021 года поддержала проект федерального закона № 1043391-7 «О внесении изменений в главы 23 и 25 части второй Налогового кодекса Российской Федерации».
27 января 2021 года поддержала проект федерального закона № 1101332-7 «О ратификации Соглашения о продлении договора между Российской Федерацией и Соединёнными Штатами Америки о мерах по дальнейшему сокращению и ограничению стратегических наступательных вооружений от 8 апреля 2010 года».

### Посол России в Кабо-Верде
В конце лета 2021 года появились сведения о назначении Поклонской в Кабо-Верде. Как объяснял тогда главный редактор «Эхо Москвы» Алексей Венедиктов, Поклонская попала в опалу, так как после аннексии Крыма Россией продолжала критиковать Кремль, в том числе иногда с консервативной точки зрения и её решили «наказать» отправкой на Острова Зелёного Мыса.
13 октября 2021 года Указом президента России назначена чрезвычайным и полномочным послом Российской Федерации в Кабо-Верде. Другим указом Путин освободил от должности посла 68-летнего Владимира Соколенко, бывшего заместителя директора Департамента внешнеполитического планирования МИД России. В интервью РБК Поклонская заявила: «Моя инициатива состоит в том, что я хочу работать по дипломатической линии. Для этого я обучалась в дипакадемии, написала магистерскую диссертацию, прошла стажировку в Министерстве иностранных дел. Мне нравится эта работа. Я обещаю достойно выполнять свой долг и представлять свою страну в прекрасном государстве Кабо-Верде». МИД Украины обратился к властям Кабо-Верде: «В связи с назначением Натальи Поклонской послом России в Кабо-Верде напоминаем, что бывшая прокурор российской оккупационной администрации в Крыму разыскивается за государственную измену против нашего государства. Она находится под санкциями Украины, ЕС, США, Канады и Японии». Пресс-секретарь МИД Украины Олег Николенко заявил, что «Поклонской спрятаться не получится даже в Африке».
В октябре 2021 года Поклонской присвоен дипломатический ранг — чрезвычайный и полномочный посланник 2 класса.
19 января 2022 года Поклонская сообщила об отмене планов по её вступлению в должность посла РФ в Кабо-Верде в связи с личными обстоятельствами.
Спустя две недели, 2 февраля 2022 года Указом президента России Наталья Поклонская была освобождена от обязанностей чрезвычайного и полномочного посла России в Республике Кабо-Верде.

### Заместитель руководителя Россотрудничества
2 февраля 2022 года указом президента Российской Федерации назначена заместителем руководителя Федерального агентства по делам Содружества Независимых Государств, соотечественников, проживающих за рубежом, и по международному гуманитарному сотрудничеству.
7 февраля 2022 года заявила, что в качестве заместителя главы Россотрудничества будет курировать вопросы защиты прав соотечественников и культуры.
2 марта 2022 года в социальных сетях выступила против вооружённого вторжения России на Украину, при этом указав, что у обеих сторон есть свои лозунги, и призвала русских и украинцев к единению.
В апреле Поклонская осудила использование символа российского вторжения: «Z ассоциируется с горем и трагедией и для России, и для Украины». По поводу событий в Буче высказалась, что не верит обвинениям в адрес России и что «Тот, кто причастен к преступлениям такого рода, не имеет человеческого облика и питает ненависть и к украинцам, и к русским». Также называла сообщения о биолабораториях США в Украине «фантазией» и заявляла, что не считает Украину нацистским государством. Впоследствии стало известно о возможном лишении Поклонской государственных наград.
13 июня 2022 года освобождена указом президента РФ от должности заместителя руководителя Федерального агентства по делам Содружества Независимых Государств, соотечественников, проживающих за рубежом, и по международному гуманитарному сотрудничеству.

### Советник генерального прокурора России
14 июня 2022 года назначена советником генерального прокурора Российской Федерации.
В марте 2024 года после теракта в «Крокус Сити Холле» выступила за возвращение смертной казни.

## Семья и личная жизнь

### Семья и хобби
Воспитывает дочь Анастасию (род. 2005), которая знает турецкий и украинский языки.
В июне 2017 года в интервью РИА Новости сообщила, что в браке не состоит, хотя отметила, что ранее у неё «были отношения с мужчиной, с которым мы намеревались их оформить», однако «так уж сложилось, что мы расстались».
В 2017 году обвенчалась и в августе 2018 года в Крыму Поклонская вышла замуж за заслуженного юриста России Ивана Николаевича Соловьёва — руководителя аппарата уполномоченного по правам человека в Российской Федерации, с которым познакомилась в 2015 году. В сентябре 2019 года оба супруга сообщили о предстоящем разводе, решение о разводе вступило в законную силу. В мае 2020 года в интервью журналисту Дмитрию Гордону отвечая на вопрос о причинах развода отметила, что «это был не тот человек, о котором нужно говорить». Кроме того, она опровергла слухи о том, что её первым мужем был заместитель городского головы Мариуполя Владимир Клименко.
Играет на фортепиано, рисует. Также занимается физической культурой, любит смотреть фигурное катание. По мнению Поклонской, «прокурор должен быть подтянутым, красивым, в хорошей физической форме — это же офицер». В частности, в начале ноября 2014 года на спартакиаде прокурорских работников в Сочи выполнила норму ГТО.
Владеет русским и украинским языками, изучает английский язык.

### Политические симпатии и антипатии
На выборах президента Украины 2004 года голосовала за Виктора Ющенко.
В своём блоге в Живом Журнале Поклонская перечислила в одном ряду «извергов XX столетия», включив в их число Ленина, Троцкого, Гитлера и Мао, чем вызвала возмущение у председателя ЦК КПРФ Г. А. Зюганова, а депутат Орловского областного совета от «Справедливой России» Руслан Перелыгин подал запрос в Генеральную прокуратуру уже на Поклонскую, посчитав её высказывание экстремистским. В мае 2020 года в интервью журналисту Дмитрию Гордону, отвечая на вопрос об этом своём высказывании о Ленине, Поклонская привела отрывок из речи И. А. Бунина, произнесённой им на вечере «Миссия русской эмиграции» в Париже 16 февраля 1924 года: «Выродок, нравственный идиот от рождения. Он разорил величайшую в мире страну и убил несколько миллионов человек… И всё-таки мир уже настолько сошёл с ума, что среди бела дня спорит, благодетель он человечества или нет?» и добавила: «Мне кажется, этим всё сказано. Добавить нечего». А отвечая на вопрос относительно перезахоронения тела Ленина, высказала мнение, что «трупу не место в центре столицы», а также отметила, что «меня это напрягает, у меня даже лёгкий холодок по коже, когда мимо прохожу».
В интервью 2020 года заявляла, что резко отрицательно относится к смене власти на Украине в 2014 году, считая, что это был «огромный всеукраинский обман украинцев и государственный переворот», и непосредственно связывает эти события с коллаборационизмом во время оккупации Украины в годы Великой Отечественной войны:

Я хочу, чтобы мой ребёнок жил в честной стране, а не в бандеровской, предательской, нацистской. Мне стыдно было, что я гражданин того государства. Мне бабушка звонила и плакала: возвращаются времена, когда была оккупация. Ей 86. Она помнит немцев и помнит украинских полицаев. Как они издевались! Как я буду смотреть бабушке в глаза, если надену форму и буду служить этой самой «Галичине»? Когда об этом думаешь, страха нет.

В 2014 году заявляла, что активно поддерживает политику Российской Федерации, считает её «великой державой», воспитывает дочь в духе уважения к памяти погибших в Великой Отечественной, в том числе двух своих дедов, которые погибли в этой войне, а также выступает против разрушения посвящённых ей памятников. В то же время в 2020 году интервью Гордону отметила: «Я не разрываю себя с украинским народом и Украиной. Во мне живёт Украина. Собственно, как и Россия. Я люблю Украину — это моё детство, это — мои корни. Я люблю Россию — это я». На вопрос Гордона о том, нарушила ли она присягу на верность народу Украины, «перейдя на сторону оккупанта», и не считает ли себя предателем и нарушителем присяги, Поклонская в ответ процитировала слова присяги: «Я клянусь на верность украинскому народу и закону» и отметила, что «Чем наши крымчане не украинский народ, не люди? Они что, не имеют точно такого же права на жизнь, на язык, на свободу, на выражение мыслей, на свободу, на свою позицию? Они точно такой же украинский народ, и я клятву свою сдержала». И предателем Родины себя не считает «ни в коем случае», поскольку полагает, что испытывала бы стыд, если бы присягнула «тягнибокам-магницким-турчиновым», которых считает преступниками. Кроме того, подтвердила своё намерение стать послом на Украине, указав, что «я её знаю, потому что она во мне, и я хочу, чтобы в Украине был мир, я хочу чтобы между нашими людьми снова был обретён мир».
В апреле 2019 года рассказала о своих симпатиях к Владимиру Зеленскому. По мнению парламентария, Зеленский замечательный актёр, также политик выразила уверенность в том, что у Владимира Зеленского достойная команда, а в декабре Поклонская в своих социальных сетях заявила, что она верит в то, что Зеленский хочет остановить войну в Донбассе. В интервью Гордону Поклонская отметила, что относится с уважением к Зеленскому, считает его талантливым человеком и готова бы была за него проголосовать.
Отрицательно относится к некоторым либеральным политикам, Алексея Навального она назвала «несерьёзным политиком», деятельность Любови Соболь подвергла серьёзной критике, с другой стороны, Поклонская назвала российского политического деятеля Егора Жукова «замечательным молодым человеком», который, по её мнению, заблуждается.
В 2017 году предлагала проверить на коррупцию Фонд борьбы с коррупцией Алексея Навального и Transparency International. По её мнению их деятельность «больше похожа на PR-ход», они используют проблему для того, «чтобы о ней поговорить и оправдать за счет неё свое существование». «Нельзя будоражить общество, нельзя играть и использовать какую-то ситуацию — даже коррупционную — для своих нечистых целей. Но если информация поступит официально на моё имя, в том числе от ФБК, конечно же, я в установленном порядке её рассмотрю». Поклонская добавила, что получала от ФБК обращение о проведении проверки в отношении мэра Нижнего Новогорода Ивана Карнилина. «Он не депутат, поэтому это не в компетенции депутатской комиссии. Но они официально обратились, их организация официально зарегистрирована, поэтому в установленном порядке обращение было направлено прокурору. Других обращений не было».
Убеждена, что следует говорить «в Украине», а не «на Украине»: «Я всегда спорю. И даже с учёными, с докторами наук и профессорами, и т. п. Я всегда говорю, что нет, вы не правы, надо говорить „в Украине“, потому что надо уважать страну. Это не островное государство, это полноценное, суверенное, независимое государство. Да, я не доктор наук, я не филолог, но я буду говорить „в Украине“. В Украине людям это нравится. Даже исходя из этой позиции, если ты уважаешь человека и понимаешь, что ему нравится, то ты просто из уважения делаешь так, как ему нравится».
2 марта 2022 года записала видеообращение с призывом остановить войну на Украине.

### Отношение к Николаю II
Является почитательницей Николая II, его портрет стоит в её рабочем кабинете.
В июле 2014 года произведена в кавалерственные дамы награждением женского Императорского Ордена Святой Анастасии Узорешительницы «за сохранение мира на крымской земле», в связи с воссоединением Крыма с Россией, великой княгиней Марией Владимировной.
В октябре 2014 года передала Ливадийскому дворцу более 80 фотографий из семейного архива императора, полученных ею от священника Свято-Успенского пещерного монастыря в Крыму. Освящал их схиигумен Сергий, когда приезжал в Крым.
В мае 2015 года приняла участие в открытии бюста императора в Ливадийском дворце, объявив о планах установить по своему личному заказу скульптурную композицию со всеми членами его семьи. Также сделала нашумевшее заявление о том, что отречение Николая II не имеет юридической силы, что было подвергнуто критике по части источниковедения.
9 мая 2016 года вышла на акцию «Бессмертный полк» с иконой Николая II, объяснив это тем, что выполняет обращённую к ней ранее просьбу ветерана.
26 октября 2016 года открыла часовню возле здания крымской прокуратуры, строительство часовни началось по инициативе Поклонской. 31 октября она сказала: «Смотритель часовни Алексей рассказывал, как однажды ночью, во время чтения акафиста, на иконе государя Николая Александровича появились капельки миры».
3 марта 2017 года в интервью каналу Царьград ТВ Поклонская сказала, что там же замироточил бюст императора Николая II и связала это со 100-летней годовщиной отречения царя. Епархиальная комиссия, приехавшая в часовню 6 марта и проверившая бюст и иконы, заявила, что на момент посещения не обнаружила следов мироточения. В РПЦ заявили о неуместности насмешек над Натальей Поклонской, которые появились в соцсетях после того как короткий ролик с выдержкой из её интервью стал популярным. «Не будем критиковать молодую, неискушённую ещё в политике женщину-депутата. Не стоит обращать внимания на богоборцев и сетевых пустобрёхов — горбатого могила исправит. Оставим в покое и высокообразованных православных интеллигентов и богословов, у которых сам факт мироточения вызывает язвительные насмешки», — сказал глава синодальной комиссии по канонизации святых епископ Панкратий.
2 июня 2017 года возмутилась поездкой по Крымскому мосту главы Российского императорского дома великой княгини Марии Романовой и её сына князя Георгия. Она назвала наследников императорской семьи «самопровозглашёнными государями» и подчеркнула, что княгиня с сыном — потомки Кирилла Романова, который, по её словам, предал государя Николая II и присягнул революции. В ответ глава канцелярии заявил, что Поклонская «безумна», «не знает истории» и «пытается сделать себе очередной пиар».
17 июля 2018 года в Госдуме предлагала установить 17 июля как «День памяти императора Николая II», а также почитать его минутой молчания.
23 ноября 2018 года обратилась к Сергею Аксёнову и главе Общественной палаты Крыма Григорию Иоффе с предложением переименовать улицы Войкова в Крыму в честь последнего российского императора.

### Фильм «Матильда»
Поклонская была одним из активных участников скандала, вызванного выходом на экраны художественного фильма «Матильда» режиссёра Алексея Учителя. По мнению Поклонской, фильм, повествующий о романе балерины Матильды Кшесинской и наследника российского престола Николая Александровича, впоследствии — императора Николая II, грубо нарушает историческую правду и оскорбляет чувства верующих.
По словам Поклонской, она получила сто тысяч обращений и подписей граждан, выступающих против фильма Алексея Учителя «Матильда». Предприняла многочисленные попытки добиться запрета выхода фильма: в период с декабря 2016 по 18 декабря 2017 года она подала в органы прокуратуры 43 обращения, в том числе и в форме депутатского запроса, о возможных нарушениях в действиях создателей кинофильма «Матильда»; при этом жалобы от Поклонской поступали и до, и после этого периода. Ни по одному из обращений прокуратура не нашла оснований для дальнейших действий и 23 октября 2017 года фильм «Матильда» вышел в прокат.
30 ноября 2017 года заявила об отказе от Императорского Ордена Святой Анастасии Узорешительницы и дворянских титулов из-за того, что Российский императорский дом во время скандала по фильму «Матильда» не стал требовать запрета киноленты.
Позднее, в 2020 году в интервью Гордону Поклонская по этому поводу отметила следующее: «Моё мнение, что не нужно в плохом свете показывать святых, а Николай II Русской православной церковью, Зарубежной православной церковью причислен к лику святых. Ну, и у меня особое отношение, личное. Но почему-то посчитала, что я умнее всех и я имею право указывать людям: вот греши — не греши, вот смотри — не смотри, это — красиво, а это — не красиво. В этом моя ошибка. Я признаю. Я ошиблась в том, что посчитала, что имею право диктовать и навязывать своё мнение».

### Отношения со схиигуменом Сергием
Со схиигуменом Сергием её познакомили охраняющие её силовики из окружения директора Росгвардии В. В. Золотова. Хотя СМИ в 2014—2019 годы сообщали, что Сергий является «духовником Поклонской», она неоднократно опровергала эти сведения — в марте 2018 и 2019 годов на личной странице в сети «Вконтакте», в мае 2020 году в интервью Дмитрию Гордону (которому заявила, что у неё «духовников нет и никогда не было») и в июне того же года.
В августе 2019 года после двухлетнего отсутствия приехала в монастырь в честь иконы Божией Матери «Спорительница хлебов» и вернула перстень Николая II, взятый у схиигумена Сергия в 2017 году. При этом она записала вместе с Сергием видеообращение, чтобы «покончить с кривотолками вокруг перстня». 20 сентября 2020 года в интервью Ксении Собчак она отказалась давать оценки конфликту, вызванному резкими заявлениями Сергия в 2020 году и приведшими его к отлучению от Церкви и аресту, пожелав ему всего хорошего и отметив, что «верит по-другому».

### Религиозные взгляды
В сентябре 2024 года Поклонская в рамках проекта «Разговоры о важном» провела открытый урок в одной из школ Херсонской области, во время которого нарисовала школьникам языческие руны и рассказала им о древней магии. В октябре 2024 года призвала отмечать языческий праздник Самайн, который славяне называли Велесовой ночью, а современные западные страны — Хэллоуин. Патриарх Кирилл назвал происходящее «пафосом выступлений неоязыческих проповедников» и указал на «подмену ценностей и фальсификацию национальной истории».

### Книги
8 февраля 2018 года в издательстве «Книжный мир» вышла книга Натальи Поклонской — «Преданность Вере и Отечеству», посвящённая событиям 2013—2014 годов: «Мои публичные выступления в период „Крымской весны“, жизнь и достижения коллектива прокуратуры республики Крым — это и первое уголовное дело в отношении активиста „Евромайдана“ в Киеве, который причинил телесные повреждения сотрудникам спецподразделения „Беркут“, причины и основания решения признать деятельность Меджлиса крымскотатарского народа экстремистской и другие решения, принятые в должности прокурора республики». Вторая же книги часть посвящена «деятельности по защите исторической действительности и правам человека в деятельности представителей культуры». Издание снабжено фотографиями из личного архива Поклонской, сделанные в Киеве и других местах.
В начале 2019 года опубликовала в издательстве «Проспект» автобиографическую книгу «Крымская весна: до и после. История из первых уст», где рассказала об огромном периоде жизни и событиях марта 2014 года: «Сам текст — рассказ о моём детстве и юности, профессиональном становлении, службе в Прокуратуре Украины, киевском Майдане, переезде в Крым, общенародном референдуме, создании и становлении прокуратуры Республики Крым, избирательной кампании по выборам в Госдуму, работе и ликвидации антикоррупционной комиссии, уголовном преследовании на Украине. Книга подготовлена в очень интересном формате — с иллюстрациями в стиле аниме, с эпиграфами и уникальными фотографиями из личного архива».
Книга привлекала внимание СМИ, поскольку в ней утверждалось, что за время руководства комиссией по этике и контролю за доходами Поклонская собрала материалы о том, что один из депутатов Государственной думы связан с жилищно-коммунальными организациями, которые занимаются завышением тарифов для населения, что составило в сумме более 1,5 миллиарда рублей, а у другого «из коллег по странному стечению обстоятельств фирма мамы получила более одного миллиарда рублей бюджетных средств в той же сфере деятельности, в которой осуществляет законодательное регулирование возглавляемый им комитет Государственной думы». Кроме того Поклонская отметила, что некоторые депутаты входят в органы управления юридических лиц, зарегистрированных во Франции и Финляндии. В связи с изложенным новый председатель комиссией по этике и контролю за доходами Отари Аршба сообщил, что комиссия начала проводить проверку. Все собранные материалы она направила в правоохранительные органы, попутно отметив, что исходя из презумпции невиновности не станет называть фамилии — сказала Поклонская на презентации книги.

### Учёба в Дипломатической академии
В октябре 2021 года Наталья Поклонская заявила, что написала магистерскую диссертацию на тему российско-украинских отношений в контексте региональной безопасности в Восточной Европе. Работа над диссертацией происходила в процессе подготовки к дипломатической деятельности на кафедре международной безопасности Дипломатической академии МИД России.
В декабре 2021 года защитила магистерскую диссертацию по теме «Российско-украинские отношения в контексте региональной безопасности в Восточной Европе».

### Доходы
Согласно декларации, опубликованной на сайте прокуратуры Республики Крым, Поклонская имеет в пользовании квартиру 116,6 м², а её доход за 2014 год составил 1,926 млн рублей. Согласно декларации, опубликованной ЦИК в 2016 году, доход Поклонской за 2015 год составил 2,3 млн рублей. С 1 января по 31 декабря 2016 года доход Поклонской, согласно декларации, опубликованной на сайте Госдумы РФ, составил 2,6 млн рублей, за 2017 год доходы заметно возросли и составили более 4,5 млн рублей, за 2018 год доходы составили 4736578,30 рублей, также у парламентария в собственности есть земельный участок, для индивидуального жилищного строительства 1014 +/-11 м².
У Поклонской с 2020 года уже есть построенный жилой дом в Крыму площадью 296,5 м².
Согласно расследованию «Важные истории», Поклонская в статусе прокурора для себя и дочери пыталась бесплатно приватизировать квартиру площадью 116 метров в уже аннексированном РФ Крыму, хотя приватизировать для семьи её размера можно лишь квартиру с площадью 42 метра. Несмотря на отказ в приватизации, бывшая прокурор продолжала пользоваться этим жильём все годы своего депутатства.
Также согласно этому расследованию, 4 октября 2021 года Поклонская получила в собственность квартиру в московском жилом комплексе «Дача Сталина» стоимостью около 53 млн рублей. Квартира в жилом комплексе на западе Москвы перешла в собственность уже после сложения мандата, через неделю она была назначена послом. Площадь новой двухкомнатной квартиры составляет 119 м², помещение принадлежит ей и её дочери. Получить квартиру удалось благодаря правилам администрации президента по приватизации жилья чиновниками, по которым допустимый размер квартиры измеряется не в квадратных метрах на человека, а в количестве комнат. При этом из-за наличия дома в Крыму она лишалась права на бесплатную приватизацию.

## Отражение в культуре

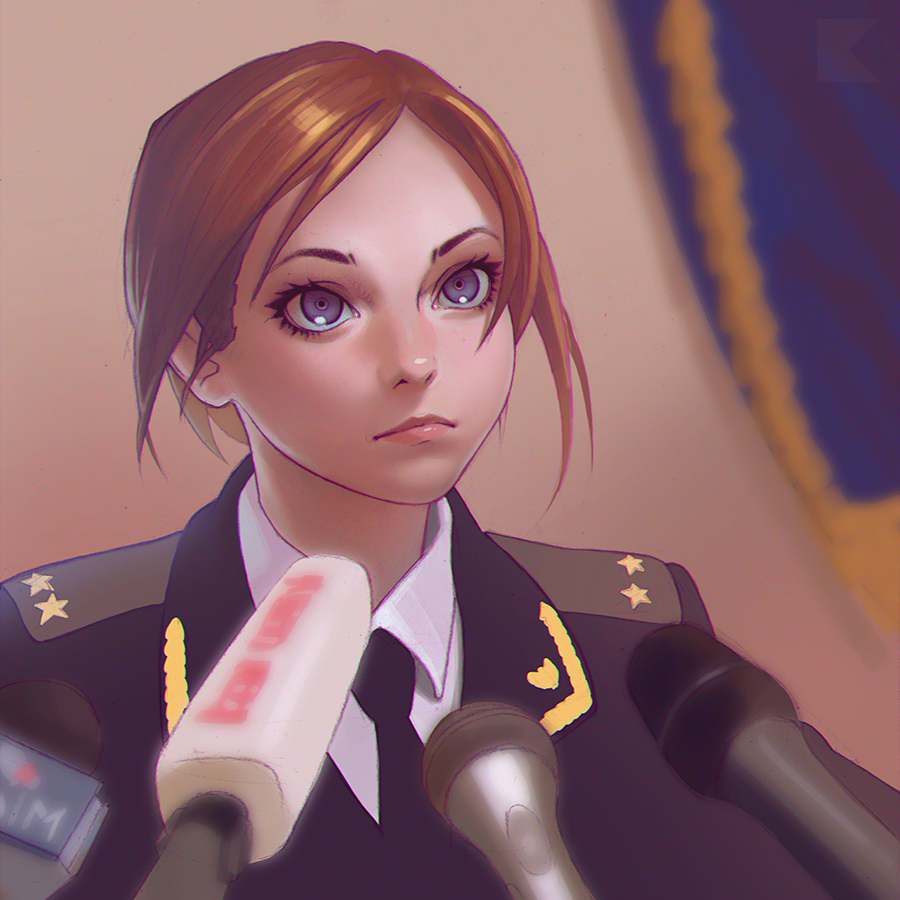
Рисунок c Натальей Поклонской в стиле «моэ»

Поклонская получила большую популярность во многих странах. Видео с её крымской пресс-конференции в начале марта 2014 года за первые две недели набрало более 1 миллиона просмотров на YouTube.
Особую популярность она получила в Японии. «Я не знаю, в чём там в Крыму дело, но я её поддерживаю — она прекрасна!» — такие признания пишут ей японские мужчины, в частности, бывший премьер-министр Японии, руководитель общества дружбы «Япония — Россия» Юкио Хатояма заявил, что является большим поклонником её красоты; в свою очередь Поклонская в мае 2020 года в интервью журналисту Дмитрию Гордону подтвердила это, отметила, что Хатаяма «прекрасный человек», как и его помощник Кимура, «они очень мудрые политики, дипломаты и с ними всегда приятно общаться». В сети появились любительские рисунки с Натальей Поклонской в стиле «моэ» (определённый тип миловидности, как рисуют героинь в японских аниме и манге).
Про Поклонскую сочиняют песни и выпускают компьютерные игры. Одесский музыкант Слава Благов посвятил ей песню «Ах, какая няша, прокурор Наташа!», которая набрала на YouTube за сутки более 100 тыс. просмотров.
В июне 2014 года была приглашена в «Альтернативное жюри» российского конкурса молодых исполнителей «Пять звёзд» в Ялте. С ноября 2014 года в эфире региональной ТРК «ТВ-FM» прокуратура Крыма запустила телевизионный проект «Встреча с прокурором», первой гостьей которого стала Поклонская. В рамках телепроекта работники прокуратуры рассказывают о российском законодательстве, практике правоприменения и о том, как граждане могут защититься от неправомерных действий.
В марте 2019 года появилась информация о том, что ставший популярным сетевой мем «Няш-мяш» станет торговой маркой, под которой будут выпускаться качественные крымские товары. Об этом заявил муж Натальи, подчеркнув, что опыт с использованием мультяшного образа Натальи в продуктах комбината «Красная роза» был успешным, и если «Няш-мяш» станет символом всего лучшего, что производится в Крыму, то новый торговый бренд обречён на общероссийскую популярность. Несмотря на амбициозные планы по продвижению на российский рынок, представители сетевого ретейла скептически оценили идею, отметив, что продукцию ждёт успех, но локальный — продукция станет очередным сувениром с полуострова.

### Образ в клипах
16 апреля 2014 года автор YouTube канала Enjoykin сделал видеомонтаж, включающий в себя помимо прочего фрагменты интервью Поклонской. На этот видеомонтаж он наложил изменённую озвучку фраз Поклонской, с музыкой, в основу которой лёг рифф из песни Daft Punk Instant Crush, составив из её слов песню, которую он назвал «Nyash Myash». Ролик собрал более 1 миллиона просмотров за сутки, а к 2019 году — более 41 млн просмотров. Кроме того, в начале августа 2015 года про Поклонскую был снят мультфильм в стиле аниме, набравший к маю 2016 года 950 тысяч просмотров. В мае 2020 года в интервью журналисту Дмитрию Гордону Поклонская отметила, что сначала переживала из-за появления видеоролика Enjoykin’а, но поскольку она женщина, то ей нравится положительное внимание, поскольку отрицательного на работе в прокуратуре хватает.
В социальных сетях появились фан-группы Поклонской, однако сама она в них не участвует. О том, что она стала героиней среди поклонников аниме, Поклонская узнала от дочери. К неожиданной популярности отнеслась нейтрально: «Лучше бы люди оценили мою работу». Высказываются также и более резкие мнения о дискриминации, которая выражается в том, что вместо профессиональных качеств прокурора в СМИ намеренно обсуждаются её внешность и привлекательность.
В начале мая 2016 года по инициативе Поклонской был записан любительский клип на песню «От героев былых времён» из фильма «Офицеры», в начале которого она зачитала несколько строк из стихотворения.
В августе 2017 года снялась в клипе «Корабли» группы «Скрэтч».

### Образ в играх
Компания Nival добавила в свою игру Prime World нового персонажа по имени Обвиняшка.

### Образ в кино
- Телесериал «Крымская сакура» (не был завершён). Роль Натальи Поклонской должна была исполнить Юлия Снигирь.
- В 2018 году во время официального визита в Луганскую Народную Республику снялась в небольшой роли-камео в художественном фильме «Ополченочка».

## Конфликты

### Уголовное преследование на Украине
Одновременно с назначением на должность прокурора Автономной Республики Крым Поклонская была уволена из Генеральной прокуратуры Украины, против неё было возбуждено уголовное дело за соучастие в действиях по захвату власти. Сама Поклонская называет смену власти на Украине антиконституционным переворотом и вооружённым захватом власти, а представителей новых киевских властей — «чертями из пепелища». 26 марта 2014 года Министерство внутренних дел Украины объявило её в розыск, как «скрывающуюся» от органов досудебного расследования. Ей вменяют статью 109 часть 1 Уголовного кодекса Украины — «действия, предпринятые с целью насильственной смены или свержения конституционного строя или захват государственной власти, а также сговор об осуществлении таких действий». 4 апреля 2014 года постановлением Окружного административного суда Киева удовлетворён иск исполняющего обязанности генерального прокурора Украины Олега Махницкого и признано противоправным и отменено решение Президиума Верховной Рады Автономной Республики Крым от 10 марта 2014 года № 1726-6/14, которым исполнение обязанностей прокурора Автономной Республики Крым было возложено на Наталью Поклонскую.
После избрания в Государственную думу России прокуратура Украины возбудила против Поклонской уголовное дело по ст. 111 п. 1 Уголовного кодекса Украины (государственная измена). 22 августа 2017 года прокурор украинской Автономной республики Крым Гюндуз Мамедов заявил на пресс-конференции, что в связи с запретом и признанием в России экстремистской организацией «Меджлиса крымскотатарского народа» Поклонская стала фигурантом второго уголовного дела на Украине.
12 декабря 2017 года на пресс-конференции Магомедов обвинил Наталью Поклонскую в военных преступлениях и других незаконных действиях: «Её действия надо квалифицировать как военное преступление. По-другому ей дать оценку невозможно в рамках национального законодательства. Будучи в так называемой должности прокурора Крыма, она совершала недопустимые нарушения прав человека, то есть на самоопределение коренного населения полуострова». Согласно статье 401 уголовного кодекса Украины, военными признаются преступления против установленного законодательством порядка несения или прохождения военной службы, совершенные только военнослужащими, а также военнообязанными и резервистами во время прохождения сборов. В свою очередь Поклонская ответила следующее: «Прокурор Гюндуз Мамедов ошибся. Военный преступник на Украине — это тот, кто отдал приказ уничтожать мирных жителей на юго-востоке Украины. Это тот, кто искалечил тысячи детей и заставил их сидеть в подвалах Донбасса. Это тот, чьи безумные приказы выполняют такие же безумные прокуроры Украины. Интересно, хватит ли ума догадаться: „Кто же это?“».
1 марта 2018 года Апелляционный суд Киева разрешил прокуратуре заочно расследовать дело против Поклонской.
К 8 мая 2018 года Генпрокуратура Украины завершила досудебное расследование в отношении депутата Госдумы РФ Натальи Поклонской, главы Крыма Сергея Аксенова и главы крымского парламента Владимира Константинова, материалы готовятся для передачи в суд.
25 сентября 2018 года Европейский суд по правам человека зарегистрировал жалобу Натальи Поклонской. «Мы проинформировали ЕСПЧ о недопуске адвокатов к материалам дела, о нежелании ГПУ признавать полномочия защитников, а также о других грубых нарушениях прав человека на защиту. Не забыли указать и на явные признаки наличия в этом деле политических мотивов, а также на прямые нарушения столичным Печерским судом Конвенции в ходе принятия решения о заочном следствии в отношении госпожи Поклонской» — сообщил её адвокат Максим Могильницкий.
10 октября 2018 года генеральный прокурор Украины Юрий Луценко заявил, что Наталье Поклонской, были предъявлены новые обвинения по статье 438 Уголовного кодекса Украины «Нарушение законов и обычаев ведения войны». Это связано с личным участием Поклонской в запрете деятельности Меджлиса крымскотатарского народа, а также подписанием обвинительного заключения в отношении заместителя председателя Меджлиса Ахтема Чийгоза и ещё пятерых крымских татар. Сама Поклонская ответила: «Будучи в местах не столь отдаленных генеральный прокурор Украины не успел освоить материальную часть Уголовного кодекса Украины, в том числе раздел „Преступления против мира, безопасности, человечества и международного правопорядка“. Советую гражданину Луценко изучить признаки и состав преступления, предусмотренного статьей 438 УК Украины, в совершении которого меня обвиняют, а именно: „Нарушение законов и обычаев ведения войны“. Пусть компетентные сотрудники ГПУ научат генерального прокурора Украины Луценко уголовному праву». Также она назвала новые обвинения в свой адрес «банальной попыткой запугать».
21 ноября 2018 года Конституционный суд Украины официально открыл производство по жалобе Натальи Поклонской. Её адвокат Максим Могильницкий говорит что речь идёт «о признании четвёртого пункта § 2 раздела 4 Закона Украины № 2147-VIII неконституционным. Поскольку таковой существенно ограничивает круг подозреваемых, которым дозволено обжаловать сообщения о подозрении. Если уголовное производство в отношении гражданина зарегистрировано уже после шестнадцатого марта 2018 года, тогда пожалуйста. Прочие же такого права лишены». Поклонская назвала возбуждённое на Украине уголовное дело «макулатурой», по её словам, все делается в тайне, к ней «так и не приехали следователи и не показали эти материалы».
В мае 2020 года в интервью журналисту Дмитрию Гордону Поклонская отметила, что за всё время ей ни разу не был отправлен ни один официальный процессуальный документ с перечислением уголовных обвинений, а также указала на то, что ни одного из её адвокатов не допустили к уголовным делам. В целом она считает, что в её действиях «нет события преступления». Кроме того Поклонская указала на то, что Интерпол отклонил украинский запрос на её включение в список лиц находящихся в международном розыске. Однако, по утверждению начальника управления Прокуратуры АРК Бориса Паращука, адвокаты Поклонской в Киеве приходят в органы предварительного расследования, в прокуратуру, в суд, знакомятся с материалами уголовного производства.
7 декабря 2021 года Киевский апелляционный суд разрешил задержать Наталью Поклонскую по делу о государственной измене с целью её привода для участия в рассмотрении ходатайства об избрании меры пресечения в виде содержания под стражей. Было объявлено, что Поклонская подозревается в совершении уголовных правонарушений, предусмотренных ч. 4 ст. 28, ч.1 ст.109 («Действия, направленные на насильственное изменение или свержение конституционного строя или на захват государственной власти»), ч.4 ст.28, ч.3 ст.110 («Посягательство на территориальную целостность и неприкосновенность Украины)»), ч. 1 ст. 111 («Государственная измена»), ч. 1 ст. 255 («Создание, руководство преступным сообществом или преступной организацией, а также участие в нём») Уголовного кодекса Украины.

### Украинское гражданство
20 октября 2017 года Администрация президента Украины сообщила в ответ на запрос депутата Верховной рады Украины Сергея Лещенко, что Поклонская до сих пор является гражданкой Украины на основании того, что ни Государственная миграционная служба Украины, ни Министерство иностранных дел Украины, ни другие дипломатические учреждения не посылали президенту Украины представление о лишении Поклонской украинского гражданства.
Сама Поклонская в свою очередь утверждает, что 21 марта 2014 года отстранённый президент Виктор Янукович подписал указ о её выходе из гражданства Украины.
В мае 2020 года в интервью журналисту Дмитрию Гордону ещё раз подтвердила, что не имеет украинского гражданства с тех пор как в 2014 году получила российское гражданство.

## Санкции ЕС и других стран
С 12 мая 2014 года Поклонская числится во второй части санкционного списка Европейского союза (ЕС), с 5 августа 2014 года — в японском списке, среди российских политических и государственных деятелей, в отношении которых в связи с аннексией Крыма Российской Федерацией введены визовые и финансовые ограничения. Также Поклонская включена в санкционные списки Канады, Австралии, Черногории, Исландии, Албании, Швейцарии, Лихтенштейна, Украины и Норвегии. 19 декабря 2014 года Поклонская попала под блокирующие санкции США.
В мае 2020 года в интервью журналисту Дмитрию Гордону Поклонская отметила, что несмотря на визовые санкции она выезжает за рубеж по дипломатическому паспорту.

## Награды
Субъектов Российской Федерации

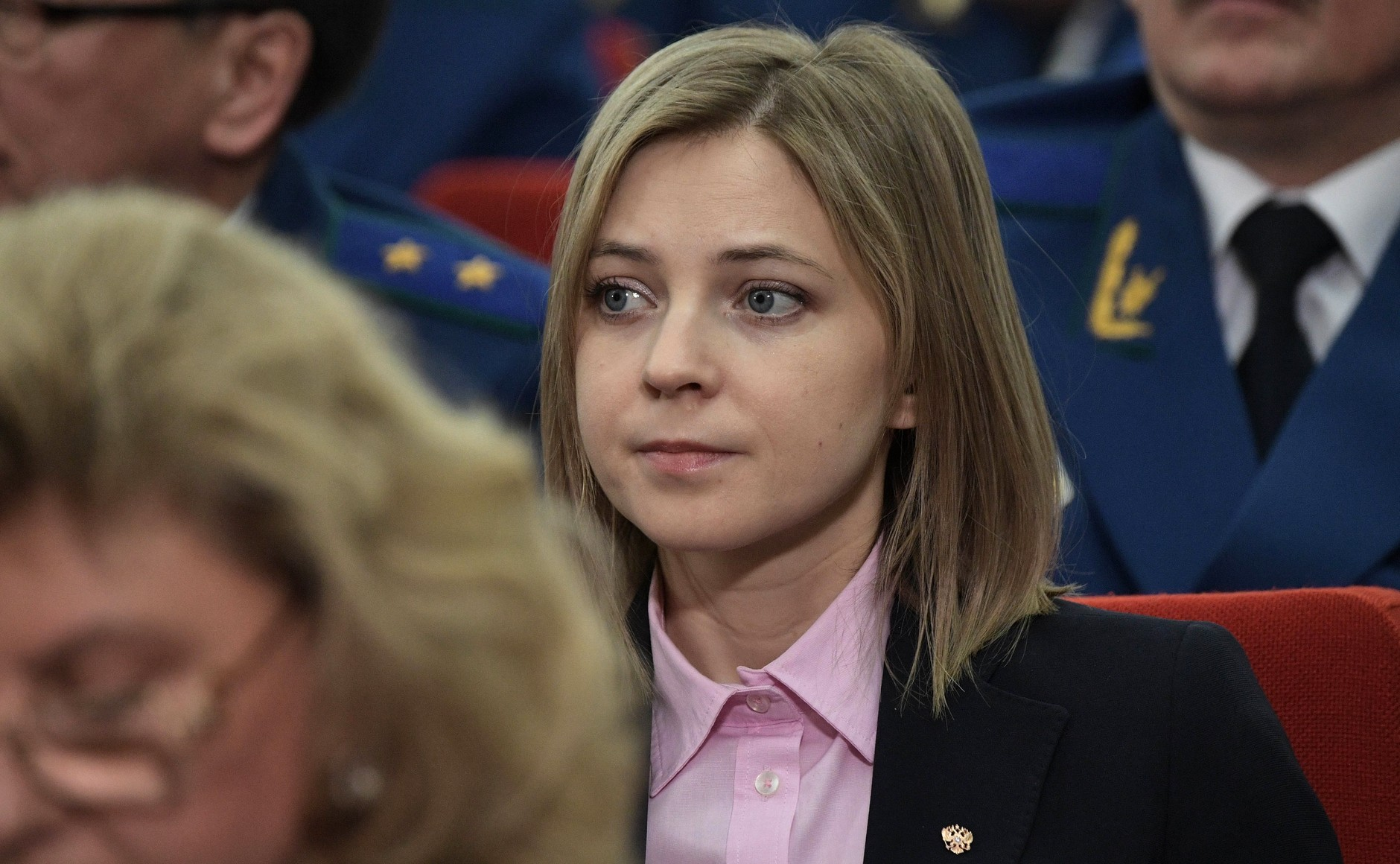
Наталья Поклонская на расширенном заседании коллегии Генеральной прокуратуры Российской Федерации, 15 февраля 2018 года

- Орден «За верность долгу» (13 марта 2015 года, Республика Крым) — за мужество, патриотизм, активную общественно-политическую деятельность, личный вклад в укрепление единства, развитие и процветание Республики Крым и в связи с Днём воссоединения Крыма с Россией[309].

Ведомственные и общественные
- Императорский орден святой великомученицы Анастасии (2014 год, Российский императорский дом) — в честь аннексии Крыма Россией[310][311][312] (впоследствии отказалась).
- Нагрудный знак «Гордость Отечества» (22 февраля 2018 года, Ассоциация работников правоохранительных органов и спецслужб Российской Федерации)[313][314].
- Орден великой княгини преподобномученицы Елизаветы Фёдоровны (19 мая 2015 года, Императорское православное палестинское общество)[315].
- Орден святой императрицы всероссийской Александры Феодоровны (1 июля 2015 года, Войсковая православная миссия) — за заслуги перед Русским народом, верность историческим традициям Царской России и в связи с 400-летием воцарения в России Дома Романовых[316].
- Медаль «За жертвенное служение» (№ 7152, от 10 марта 2015 года, общественное движение «Россия православная») — в связи с годовщиной возвращения Крыма, а также по случаю международного женского дня и дня рождения[317].
- Почётная медаль «За заслуги в деле защиты детей России» (27 января 2016 года, Уполномоченный при президенте Российской Федерации по правам ребёнка) — за личный вклад в дело защиты детей[318].
- Знак отличия «За вклад в ветеранское движение» (20 ноября 2014 года, общественная организация «Российский союз ветеранов»)[319].
- Орден Святителя Иоанна Шанхайского и Сан-Францисского чудотворца II степени (2016 год, Сан-Францисская и Западно-Американская епархия, Русской православной церкви заграницей) — за свои заслуги перед Отечеством и Церковью[320]. (Впоследствии лишена награды за написанное письмо, в котором выступила с надуманными обвинениями в адрес главы Российского императорского дома Романовых великой княгини Марии Владимировны и явное попрание заветов святителя Иоанна Шанхайского и Сан-Францисского)[321][322].

Иностранные награды
- Почётная награда БРИКС (9 декабря 2019 года, Индия) — за защиту прав крымчан, отстаивание свободы и права на выбор и безопасную жизнь.

Награды непризнанных государств
- Знак отличия «За заслуги перед Республикой» (11 мая 2019 года, ДНР) — за особые заслуги в гуманитарной, благотворительной деятельности.
- Памятный знак «Милосердие» (2019, ЛНР)[323]